# Centrale thermique de Gennevilliers
La centrale électrique thermique de Gennevilliers fut, à l'époque de sa mise en service, la centrale la plus importante de France et la plus grosse du monde.
Elle était située en bordure de Seine tout près du pont d’Argenteuil, à Gennevilliers dans les Hauts-de-Seine.

## Histoire
En 1919, la centrale électrique thermique sort de terre grâce à l’Union de l’électricité. Cette centrale devient vite la plus importante de France et la plus grosse du monde. Située en bordure de Seine, tout près du pont d’Argenteuil, son emplacement avait déjà été retenu avant la guerre pour faire partie d'un vaste programme d’électrification de la région parisienne. 
En 1922, elle est mise en service avec cinq turbo-alternateurs de 40 000 kW afin d'unifier la distribution d'électricité du secteur ouest de Paris et sa banlieue. En 1928 sont ajoutés deux groupes de 50 000 kW et de huit chaudières. De 1928 à 1935 sont rajoutées quatre nouvelles chaudières. Les plus anciennes sont remplacées.
Durant la guerre, la centrale subit des bombardements les 30 mai 1942 et 22 juin 1944 et elle est très endommagée. En 1947, une nouvelle chaufferie est construite. 

### Démantèlement
L'activité de la centrale thermique de Gennevilliers cesse en 1985. 
Les travaux de démantèlement se déroulent très progressivement, en commençant dès le début des années 1990 par le ferraillage des cheminées et des réservoirs du parc de stockage du fioul lourd. En 2005, l'ensemble des bâtiments est démoli, dont la chaufferie principale dynamitée en trois étapes en fin d'année ; les travaux de déblaiement s'achèvent en 2006, mettant ainsi un terme au démantèlement de la centrale électrique de Gennevilliers. Cette démolition génère 30 000 tonnes de ferrailles évacuées par voie d'eau.
Dans le cadre de l'extension de la zone portuaire, une partie des terrains est désormais occupée par une plate-forme intermodale de conteneurs. Le reste est toujours exploité par EDF, notamment celui où est implantée la TAC 9000F de Gennevilliers alimentée au gaz naturel. 

### TAC9000F
Cette turbine, installée en 1992, a été conçue et fabriquée par Alsthom Belfort pour fonctionner au gaz ou au fioul ; en cas de démarrage d'urgence depuis l'arrêt complet, elle peut fournir sa pleine puissance de 200 MW seulement 12 minutes après l'ordre de démarrage (6 minutes pour atteindre la vitesse nominale de 3 000 tr/min et 6 minutes pour la prise de charge).

## Galerie

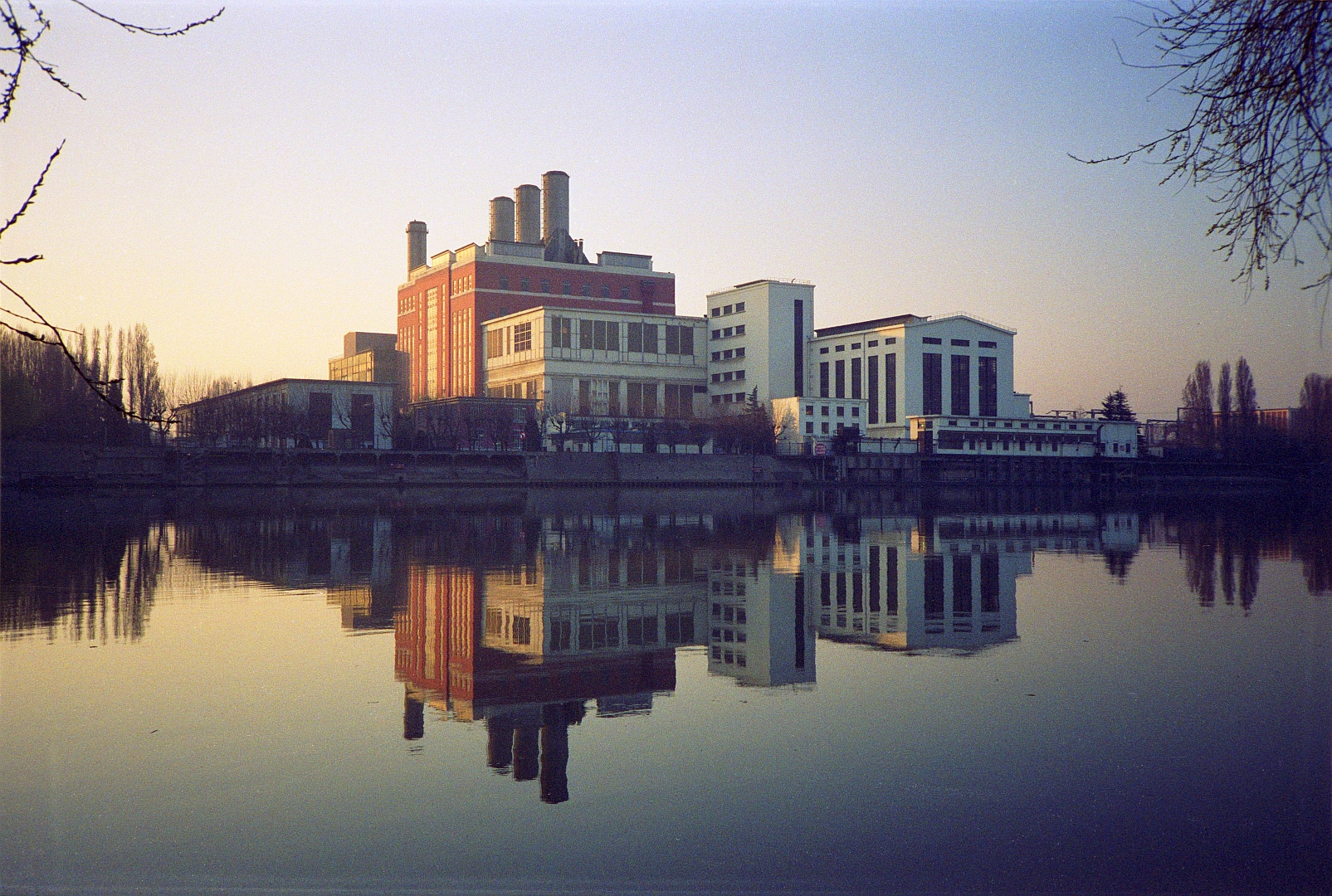
La centrale électrique de Gennevilliers vue depuis les quais d'Argenteuil en 1991.
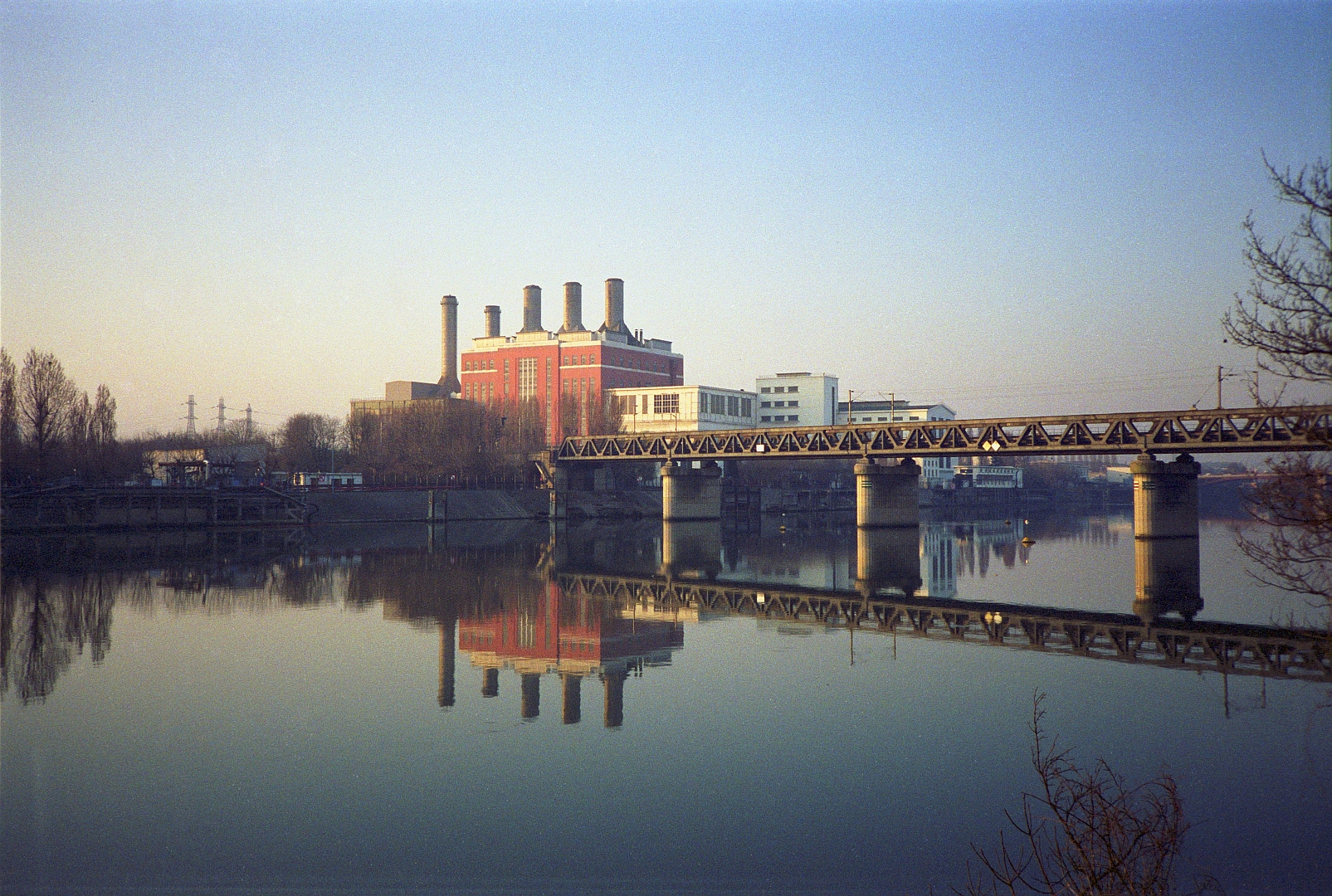
La centrale électrique de Gennevilliers et le pont de la voie ferrée de Paris-Saint-Lazare, vues depuis les quais d'Argenteuil en 1991.